# Prosper Tiro
Prosper Tiro, ook wel Sint-Prosper van Aquitanië (buurt van Limoges, ca. 390 – Rome, ca. 465 (na 455)) was een laat-antieke christelijke schrijver en heilige uit de 5e eeuw en een volgeling van Augustinus van Hippo. Hij was ook schrijver in de kanselarij van paus Leo I.

## Leven
Over de familie en herkomst van Prosper Tiro is weinig bekend, behalve dat hij een goede opleiding had genoten en was getrouwd. Hij leefde enige tijd als monnik in Marseille (rond 426). Voor zijn intrede in dit klooster maande hij zijn echtgenote aan om ook haar leven aan God te wijden. Tezamen met zijn vriend Hilarius schreef hij naar Augustinus in Africa over de Semipelagianische opvattingen in de Zuid-Gallische kloosters, wat Augustinus ertoe aanzette om verdere geschriften rond deze kwestie te publiceren. Prosper Tiro bestreed op energiek wijze dit Semipelagianisme.
Rond 431 reisde hij naar paus Celestinus I in Rome, om bij hem ondersteuning te vinden voor de verdediging van de leer van Augustinus tegen die van het Semipelagianisme. In later jaren keerde Prosper Tiro zich van de strenge Augustinische leer af en nam een gematigdere houding aan. Vanaf 440 werd hij als schrijver en raadgever in dogmatische vraagstukken aan de pauselijke kanselarij aangesteld. Hij was enerzijds betrokken bij de correspondentie van paus Leo I (zo werkte hij mee aan de voor de geschiedenis van het dogma belangrijke geschrift Tomus ad Flavianum van 449), maar schreef anderzijds ook nog persoonlijke werken. Zo schreef Prosper Tiro een wereldkroniek die de gebeurtenissen tot het jaar 455 behandelde en niet onbelangrijke informatie bevatte. We kennen deze kroniek vooral door de uit de 7e eeuw daterende voortzettingen (Auctarium ad Prosperi Havniensis) en aanvullingen (Additamenta ad Prosperi Havniensis) ervan.
Prosper Tiro is de beschermheilige van dichters. Zijn Rooms-Katholieke en protestantse gedenkdag is op 25 juni. In 1676 werd hij met de overbrenging van het gebeente van een catacombenheilige naar de Sint-Janskerk als patroonheilige van de Duitse stad Erding aangenomen. Bij de inwoners is hij daar intussen vooral nog bekend als naamgever van het in de vastentijd gedronken zwaar bier St. Prosper.

## Werken (selectie)
- Capitua Caelestiana
- Carmen de ingratis
- De gratia Dei et libero arbitrium contra collatorem
- De vocatione omnium gentium (herwerking van de predestinatieleer van Augustinus)
- Epistulae
- Epitaphium Nestorianae et Pelagianae haereseon (ironische verhandeling over het Nestorianisme en Pelagianisme)
- Exposito Psalmorum
- Liber sententiarum ex operibus
- Epigrammata
- Liber epigrammatum ex sententiis sancti Augustini
- Epigrammatum ad Flavianum (leerbrieven aan Flavianus, samen met paus Leo I geschreven)
- Epitoma chronicorum (een wereldkroniek waarin Prosper Tiro aanvankelijk de kroniek van Hiëronymus navolgde en die de gebeurtenissen tot het jaar 455 behandelde; vanaf het jaar 412 is het werk gebaseerd op zijn eigen ervaringen)
- Poema conjugis ad uxorem. (Aanmaning aan zijn echtgenote om haar leven aan God te wijden)
- Pro Augustino responsiones ad excerpta Genuesium
- Responsiones ad capitula Gallorum
- Responsiones ad capitula obiectionum Vincentianarum
- Liber Sententiarum

## Uitgaven
- M. Becker - J.-M. Kötter (edd.), Prosper Tiro Chronik. Laterculus regum Vandalorum et Alanorum (Kleine und fragmentarische Historiker der Spätantike), Paderborn, 2016.
- T. Mommsen (edd.), Chronica minora saec. IV.V.Vi.VII (= MGH, Auct. Ant., IX), Berlijn, 1892, pp. 341-499. (Chronica en voortzettingen/aanvullingen)